# Typhlops schwartzi
Typhlops schwartzi är en ormart som beskrevs av Thomas 1989. Typhlops schwartzi ingår i släktet Typhlops och familjen maskormar. Inga underarter finns listade i Catalogue of Life.
Arten förekommer i Dominikanska republiken på ön Hispaniola i Västindien. Den lever i låglandet och i kulliga områden upp till 940 meter över havet. Habitatet utgörs av områden med lövfällande växter och av kulturlandskap. Individerna gömmer sig ofta under stenar och träbitar eller under annan bråte.